# HGホールディングス
HGホールディングス（エイチジーホールディングス）は、東京都江東区に本社を置く石油販売などを行う会社。

## 企業事業
- 石油販売事業（サービスステーション経営 等）※ENEOS株式会社 代理店
- 鈑金塗装事業
- 車検整備事業
- 新車・中古車販売事業
- 不動産事業（ビル所有並びに賃貸 等）
- 太陽光発電事業
- 健康関連事業
- 海外事業（IT通信、エネルギー、不動産、環境飲食、農業、貿易 等）

## 沿革
- 1948年4月 長谷川駒次郎が、油脂類の販売を目的に創業
- 1953年9月 有限会社長谷川駒次郎商店設立、資本金30万円
- 1967年8月 有限会社長谷川駒次郎商店増資、資本金200万円
- 1968年6月 有限会社から株式会社に組織変更、名称株式会社長谷川
- 1971年11月 株式会社長谷川増資、資本金800万円
- 1971年12月 株式会社長谷川増資、資本金1,000万円
- 1978年7月 椎名町サービス・ステーション開店
- 1988年11月 高島平サービス・ステーション開店
- 1989年4月 大宮インターサービス・ステーション開店
- 1989年11月 本社を東京都江東区から千葉県浦安市に移転
- 1990年1月 子会社株式会社長谷川石油設立
- 1990年6月 本社ビル竣工 長谷川ビルと命名、不動産事業を開始
- 1990年12月 市原喜多サービス・ステイション土地買収
- 1991年9月 中原サービス・ステイション売却
- 1993年10月 市原喜多サービス・ステイション開店
- 1995年9月 株式会社長谷川石油増資、資本金1億円
- 2005年5月 志村サービス・ステイションを老朽化により閉鎖
- 2005年10月 大宮インターサービス・ステーション土地買収
- 2005年12月 江古田サービス・ステーション開店
- 2006年7月 大宮インターサービス・ステーション土地買収
- 2006年8月 本社を千葉県浦安市から東京都江東区（現在地）に移転
- 2006年12月 大宮インターサービス・ステーション新設、一部で開業
- 2007年3月 大宮インターサービス・ステーション全面営業開始
- 2007年6月 亀戸サービス・ステーション開店（平成19年7月1日より深夜営業開始）
- 2008年3月 千歳烏山サービス・ステーションを老朽化により閉鎖
- 2008年4月 洗足サービス・ステーション開店
- 2008年4月 中野サービス・ステーション開店
- 2008年6月 大宮インターサービス・ステーション土地買収
- 2008年8月 亀有サービス・ステーション開店
- 2008年7月 大宮インターサービス・ステーション市有財産買収
- 2009年7月21日 長谷川志一社長就任
- 2011年2月 洗足サービス・ステーション閉鎖（行政機関の法令遵守）
- 2013年1月 ルネ小舟町ビル取得
- 2013年2月 不動産事業部、新規事業部発足
- 2013年2月 フィットネスクラブJOY FITとフランチャイズ契約締結
- 2013年6月 不動産事業部・新規事業部事務所を新東陽ビルに移転
- 2013年7月 馬込サービス・ステーション開始
- 2013年7月 海外事業展開開始
- 2013年9月 カンボジア現地事務所開設
- 2014年1月 カンボジア現地法人（WILLONE INTERNATIONAL CAMBODIA CO.,LTD.）設立
- 2014年2月 カンボジアプノンペンにてWILLONEレストランオープン
- 2014年4月 レンタルオフィスLand Chaos東陽町オープン
- 2014年4月 太陽光発電事業開始（宮崎県小林市、9月竣工）
- 2014年9月 カンボジア郵政テレコム省とのIT事業開始
- 2014年11月 (有)二戸自動車工業全株式取得、子会社化
- 2015年4月 カンボジア郵政テレコム省主催「カンボジア－日本情報通信技術フォーラム」（後援企業として企画開催）
- 2015年4月 カンボジアプノンペンにてWILLONEビル建設開始（レンタルオフィス・住居・バー）
- 2015年8月 株式会社長谷川を株式会社 HGホールディグスに商号変更。株式会社長谷川の不動産賃貸事業とスタンドサービス事業を分割。
- 2015年8月 椎名町サービス・ステーションと中野サービス・ステーションを閉鎖
- 2016年6月 亀有サービス・ステーションと馬込サービス・ステーションを閉鎖